# Nowe Kanice
Nowe Kanice – wieś w Polsce położona w województwie świętokrzyskim, w powiecie jędrzejowskim, w gminie Oksa.
| SIMC    | Nazwa        | Rodzaj    |
| ------- | ------------ | --------- |
| 0256461 | Gościniec    | część wsi |
| 0256478 | Podpastwie   | część wsi |
| 0256484 | Podzaborowie | część wsi |
| 0256490 | Zagórze      | część wsi |

W latach 1975–1998 miejscowość administracyjnie należała do województwa kieleckiego.